# Isaac Israëls

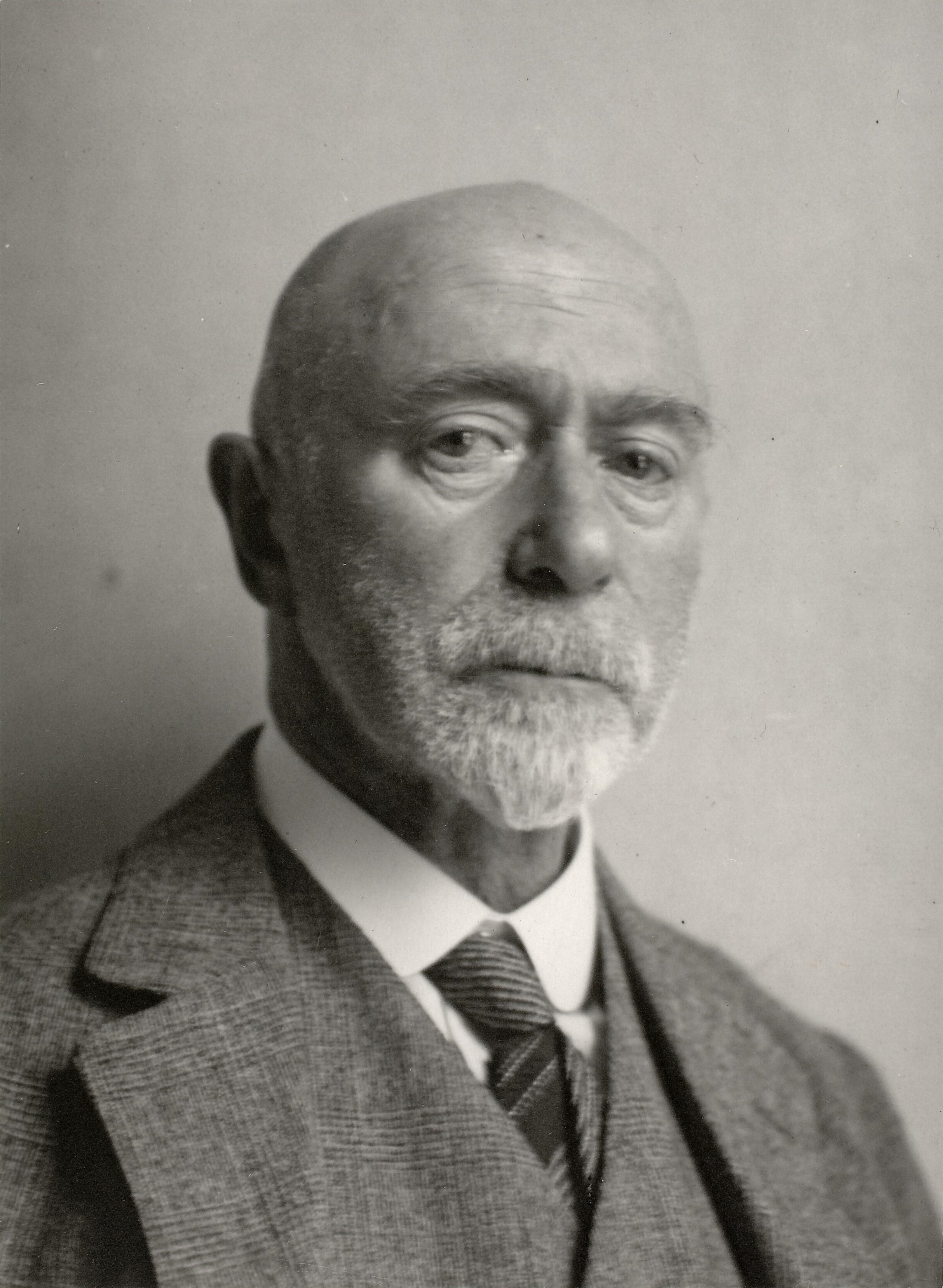
Isaac Israëls 1918

Isaac Lazarus Israëls (* 3. Februar 1865 in Amsterdam; † 7. Oktober 1934 in Den Haag) war ein niederländischer Öl-, Aquarell- und Pastell-Maler. Gemeinsam mit George Hendrik Breitner und Willem Witsen gehörte der in Amsterdam, Den Haag, Paris, London und zahlreichen weiteren Orten tätige Künstler zu den Hauptvertretern des Amsterdamer Impressionismus. Sein Œuvre umfasst Militärszenen, Bildnisse, Akte, Menschen auf der Straße und bei der Arbeit, Urlaubs- und Freizeitvergnügungen, Modeschauen sowie kulturelle Darbietungen. In der kunsthistorischen Literatur gilt Israëls als der „einzige wirkliche Impressionist der Niederlande“. Anders als für die französischen Impressionisten waren Sonnenlicht und Farbeffekte für ihn jedoch zweitrangig. Er legte seinen Fokus auf das Sujet, auf sein Hauptmotiv, den Menschen.

## Leben und Werk
In den Niederlanden ist Isaac Israëls ein namhafter Künstler, sein Leben daher durch Veröffentlichungen gut dokumentiert. Die einzige deutschsprachige Monografie, die 22 Seiten umfassende Übersetzung des Werks von Anna Wagner, erschien 1969 und ist lange vergriffen. Dieser Wikipedia-Artikel referiert die dortigen Angaben und reichert sie mit jüngeren Informationen aus originalsprachlichen Publikationen an.

### Ausbildung

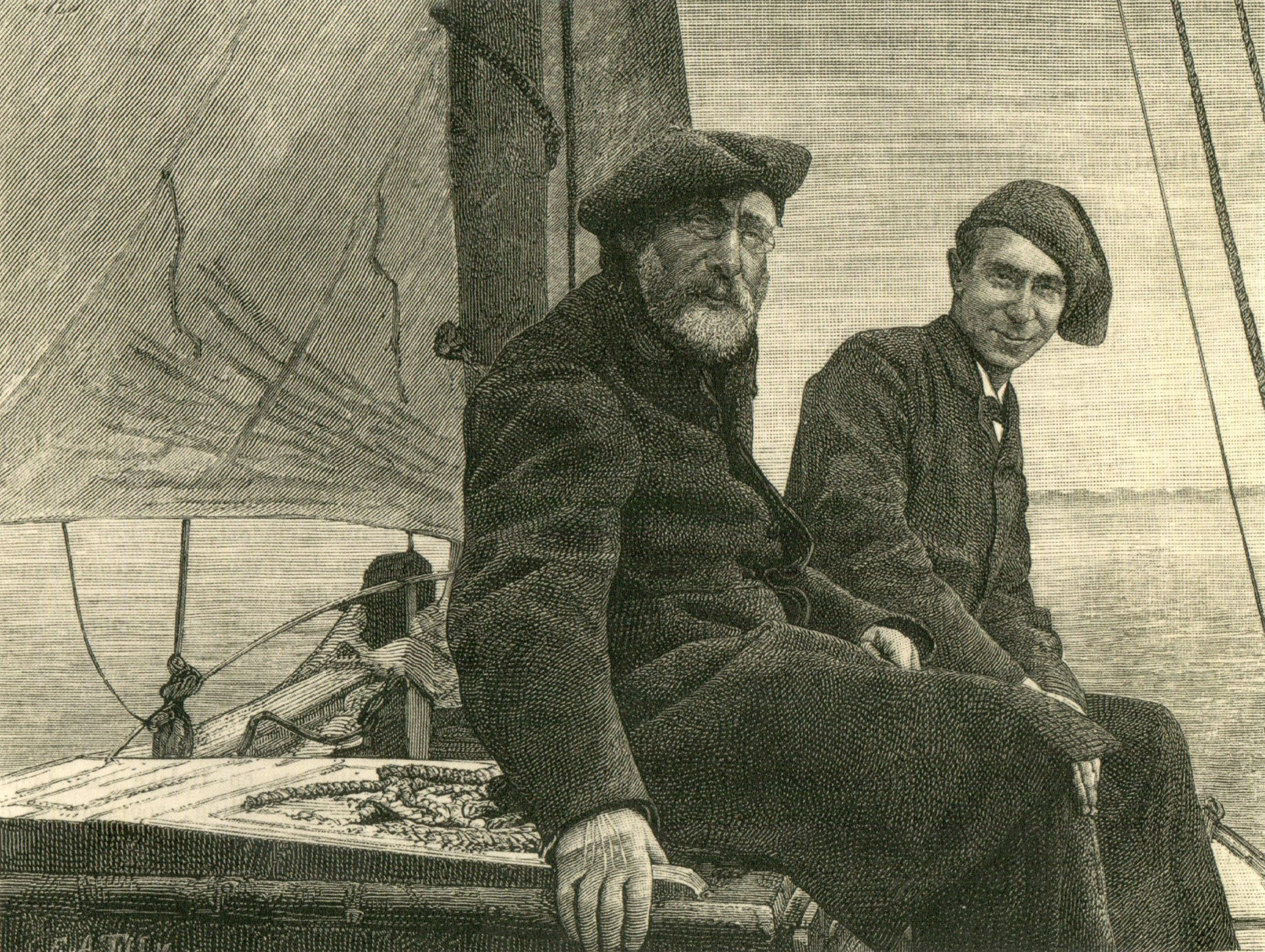
Isaac Israels mit seinem Vater, vor 1883

Isaac „Ietje“ Israëls war das zweite Kind des erfolgreichen und wohlhabenden Malers Jozef Israëls und dessen Ehefrau Aleida Israëls-Schaap (1843–1894). Seine frühe Kindheit verbrachte der Junge in Amsterdam. 1871 siedelte die Familie nach Den Haag über und bezog das geräumige Haus des kürzlich verstorbenen Malers Andreas Schelfhout an der Koninginnegracht. Zwei Jahre später erfolgte ein erneuter Umzug, nur wenige Häuser weiter. Hier lebte der junge Israëls bis 1887. Das „Wunderkind“ ließ seine künstlerische Neigung bereits im Alter von vier Jahren erkennen. 1874 zeichnete er Jozefs Freund Salomon van Witsen, 1876 einen schießenden Soldaten.
1877 unternahm die Familie Israëls eine große Europareise: von Paris nach Turin, Rom, Pisa, Neapel, dann über Rom, Mailand, Venedig, Verona und München wieder zurück nach Den Haag. Der Junge erwies sich als sprachbegabt und künstlerisch talentiert. Um dies zu fördern, ließ Jozef das Kutschenhaus im hinteren Teil seines Gartens umbauen. Er selbst arbeitete im neuen Atelier oben, Isaac konnte das Billardzimmer unten nutzen. Ab 1878 besuchte die Familie jedes Jahr den Salon de Paris, den damals bedeutendsten Schauplatz der Kunstwelt Europas. Kurz darauf verließ Isaac die Schule und erhielt Unterricht bei seinem Vater und bis 1880 an der von Johan Philip Koelman geleiteten Koninklijke Academie van Beeldende Kunsten (Königliche Akademie der Bildenden Künste). An der Kunstschule traf er unter anderem auf George Hendrik Breitner, der zu den älteren Schülern gehörte.

### Erste Erfolge (1881–1885)
Israëls war 16 Jahre alt, als er zwei Bildnisse anfertigte: eines von seiner Großmutter, Frau Schaap-Hijmans, und eines von der jungen Nanette Enthoven. Sein Hauptinteresse galt zu dieser Zeit jedoch einem anderen Genre. Von 1880 bis 1884 zog ihn das Soldatenmilieu an. Er arbeitete in Kasernen oder bei militärischen Übungen am Strand, porträtierte Sumatra-Veteranen im Bronbeek-Invalidenhaus und ließ Soldaten in seinem Atelier Modell stehen. Auf sein Debüt mit einer heute verschollenen Soldatenmahlzeit auf dem Haager Salon (Tentoonstelling van Levende Meesters) von 1881 folgten weitere, zum Teil sehr großformatige Bilder aus diesem Umfeld. Eines der Hauptwerke, der Abtransport der Kolonialsoldaten, wurde 1885 auf dem Pariser Salon mit einem Preis bedacht. Der Kunstkritiker Albert Wolff erwähnte es lobend in der überregionalen Tageszeitung Le Figaro. Israëls Mitgliedschaften bei der 1876 gegründeten Hollandsche Teekenmaatschappij (Holländische Zeichengesellschaft) (1883) und der Haager Malergesellschaft Pulchri Studio (1885) kamen sicherlich auf Betreiben des Vaters zustande.

### Neuorientierung (1885–1894)

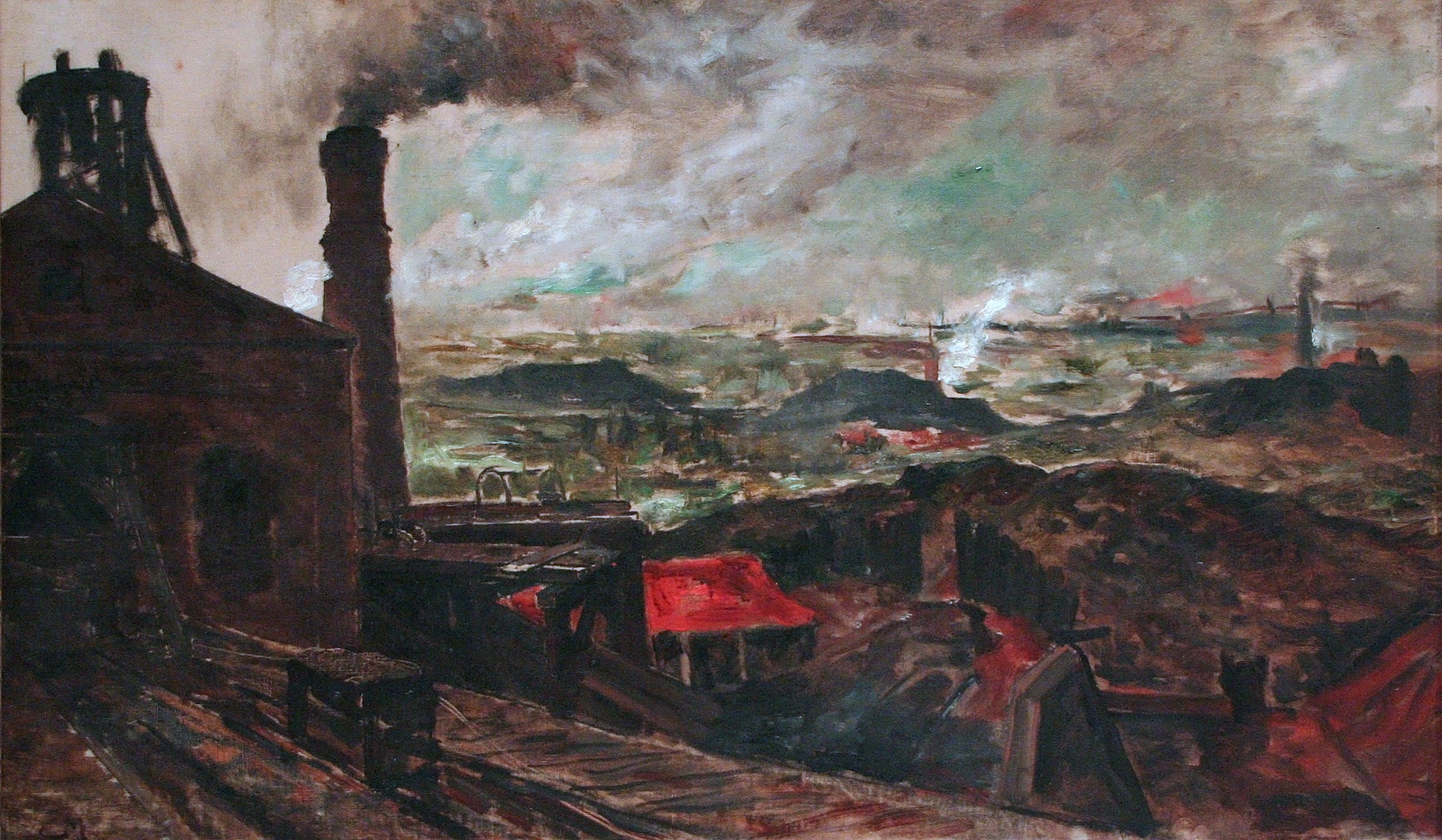
Kohlerevier Borinage, Gemälde von Constantin Meunier, 1882

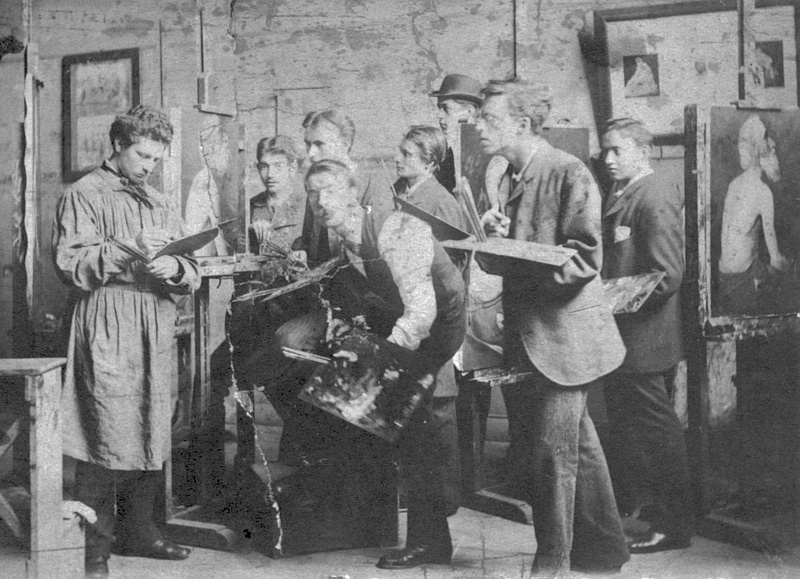
Studenten an der Rijksakademie Amsterdam, Foto von 1882

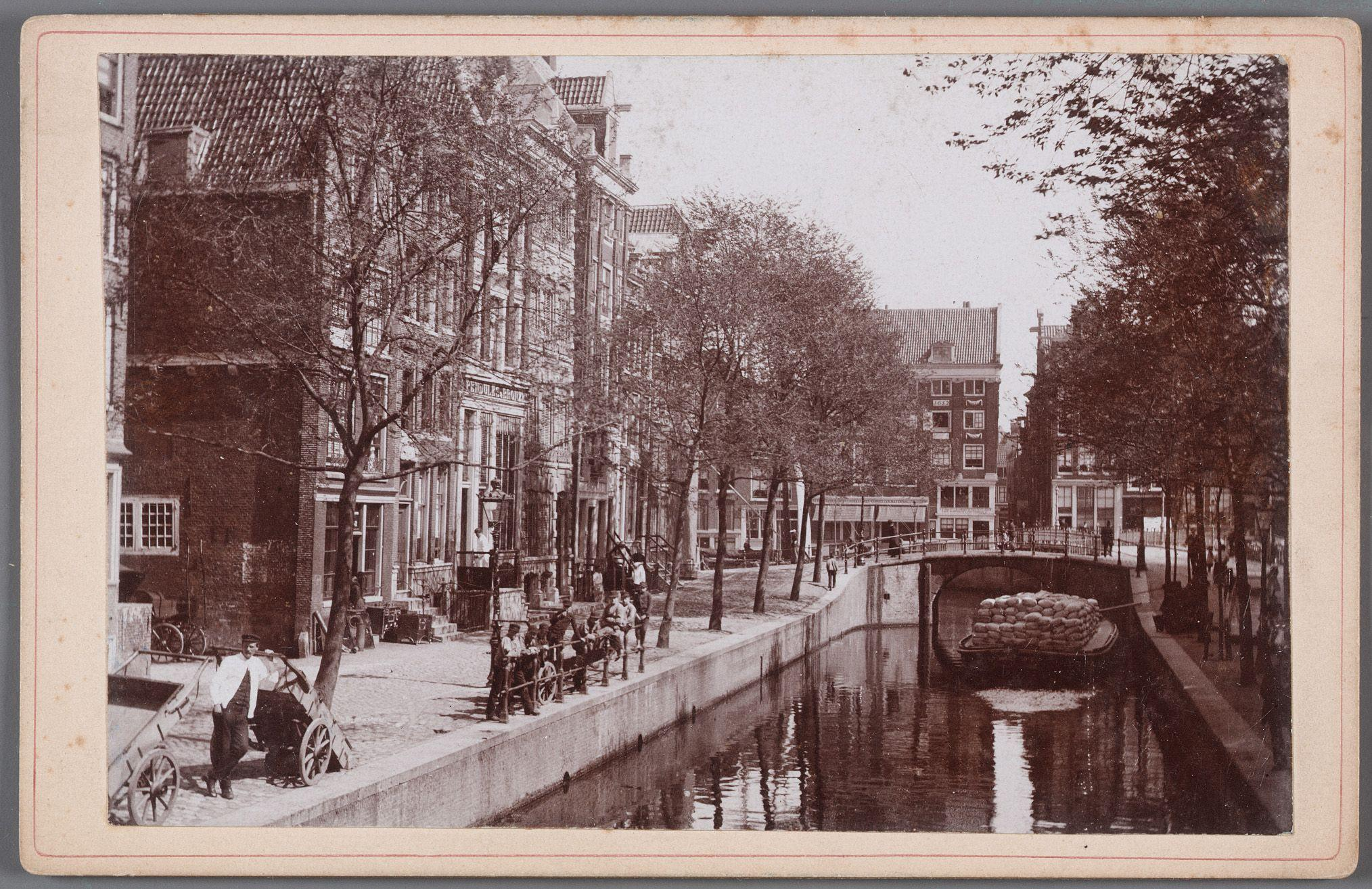
Gracht in Amsterdam, Foto von A. T. Rooswinkel, Ende 19. Jahrhundert

1885 unternahm Israëls Reisen in die Provinz Zeeland, ins Herzogtum Brabant und andere Teile Belgiens. Angeregt durch einen Vortrag über Émile Zolas Buch Germinal besuchte er zusammen mit dem späteren Ethnologen und Soziologen Sebald Rudolf Steinmetz die industriell geprägte Region Borinage. In Charleroi zeichnete er Landarbeiter, Glasbläser und Bergleute. Das Leben in den Fabriken wurde für Israëls jedoch nie zu einem echten Thema. Sein Skizzenbuch zeigt, dass er deren unmittelbaren Umgebung, wie zum Beispiel Frauen, die draußen eine Pause machen, nicht weniger Aufmerksamkeit widmete.
Den Haag – mit der erfolgreichen Haager Schule – musste Mitte der 1880er-Jahre die führende Rolle als Kunstzentrum abgeben. Die Eröffnung des Nordseekanals 1876 hatte Amsterdam eine Verbindung zum offenen Meer und damit zum Vereinigten Königreich und den Vereinigten Staaten ermöglicht. Die Stadt erlebte nun einen wirtschaftlichen Aufschwung und wurde zum Mittelpunkt des kulturellen und wissenschaftlichen Lebens.
Für die jungen Künstler bot sich ein Studium an der Rijksakademie van beeldende kunsten (Reichsakademie der Bildenden Künste) an. So auch für Isaac Israëls, der im Dezember 1886 die Aufnahmeprüfung ablegte und im Februar 1887 nach Amsterdam zog. Gemeinsam mit Breitner besuchte er den Unterricht, gemeinsam verließen sie bereits nach einem Jahr die Institution. Das Stammregister der Studenten führt beide Maler mit dem Vermerk „als bereits ausgebildete Künstler an der Akademie völlig fehl am Platz“ auf. Ebenfalls 1887 datiert Israëls Mitgliedschaft in der Amsterdamer Sozietät Arti et Amicitiae und sein Anschluss an den Kreis der Literatengruppe Tachtigers („Achtziger“) um Willem Kloos, Hélène Swarth, Frederik van Eeden, Lodewijk van Deyssel, Albert Verwey und Frans Erens. Mit Letzterem blieb er zeitlebens befreundet. Durch den Maler Isaac Voermans lernte er Künstlerkollegen wie Richard Roland Holst, Jan Verkade, Eduard Karsen, Hendrik Haverman und Jan Toorop kennen.
1889 wurde Israëls Mitglied der Künstlervereinigung Nederlandsche Etsclub (Niederländischer Radierklub). Im September fuhr er gemeinsam mit Erens für fünf Wochen nach Paris. Dort trafen die Freunde mit den Schriftstellern Émile Zola, Joris-Karl Huysmans und Stéphane Mallarmé, dem Kunstkritiker Albert Wolff und dem Maler Odilon Redon zusammen. Bei Berthe Morisot lernten sie neben deren eigenen Bildern auch Werke von Édouard Manet kennen. Jan Veth nahm Israëls im Oktober mit in die Kunstgalerie Boussod & Valadon in Montmartre. Der Leiter Theo van Gogh zeigte ihnen unter anderem Gemälde seines Bruders. Nach dem Freitod Vincent van Goghs am 29. Juli 1890 schrieb Israëls an Theo: „Mein Freund, ich drücke Dir mein Mitgefühl zum traurigen Fall mit Deinem Bruder aus. Es tut mir leid, dass ich nie die Gelegenheit hatte, ihn kennenzulernen, aber ich dachte, es würde noch dazu kommen.“
Durch Amsterdam schlenderten Israëls und Erens vor allem abends, um Anregungen für ihr Schaffen zu sammeln. Der Literat hielt seine Eindrücke in „Prosagedichten“ fest, die er 1893 als „Tänze und Rhythmen“ veröffentlichte. Israëls entwarf dafür den Einband. Überhaupt arbeitete er sehr intensiv, in seinem Atelier häuften sich die Studienblätter. Er zeichnete und malte Porträts, Akte, Vorstellungen und das Publikum im neuen Circus Carré, tanzende Paare in den beliebten Tanzhäusern, Kaffeebohnen sortierende Frauen, spielende Kinder und Passanten sowie arbeitende Menschen wie Dienstmädchen, Portiers und Karrenfahrer in den Straßen der Stadt. Um das geschäftige Treiben im Hutgeschäft Mars festzuhalten, mietete er 1893 im gegenüberliegenden Haus eine Wohnung. Mit den Ergebnissen seines Tuns wenig zufrieden, stellte er zwischen 1887 und 1894 so gut wie nichts aus. Bei den häufigen Treffen im Atelier des Bildhauers Joseph Mendes da Costa skizzierte Israëls mehrere der ihm bekannten Künstler wie Gerrit Willem Dijsselhof und Maurits van der Valk. Auch ein Porträt seines Vaters und das von Thérèse Schwartze entstanden in dieser Phase.
Manche seiner auf der Straße angefertigten Studien setzte Israëls im Atelier in Öl um. So beispielsweise zum Gemälde Noordermarkt, das zu seinen frühesten Stadtveduten zählt. Mehrere Werke zeigen junge Frauen, die an einer Gracht entlanggehen. Sie sind immer mindestens zu zweit. Dicht beieinander, meist Arm in Arm, wappnen sie sich vor den Gefahren der Stadt. Ein Beispiel ist hier das Gemälde Zwei junge Frauen an der Lijnbaansgracht in Amsterdam. Israëls neue Pinselstriche sind massiv und breit, die Häuserreihen im Hintergrund durch flotte Farbkleckse (taches) angedeutet. Für die Maler des Amsterdamer Impressionismus avancierte die Stadt zum Motiv und diente nicht mehr nur als Kulisse. Sie gewannen dem urbanen Leben eine eigene Schönheit ab.

### Pleinair-Malerei in Amsterdam und Scheveningen (1894–1904)

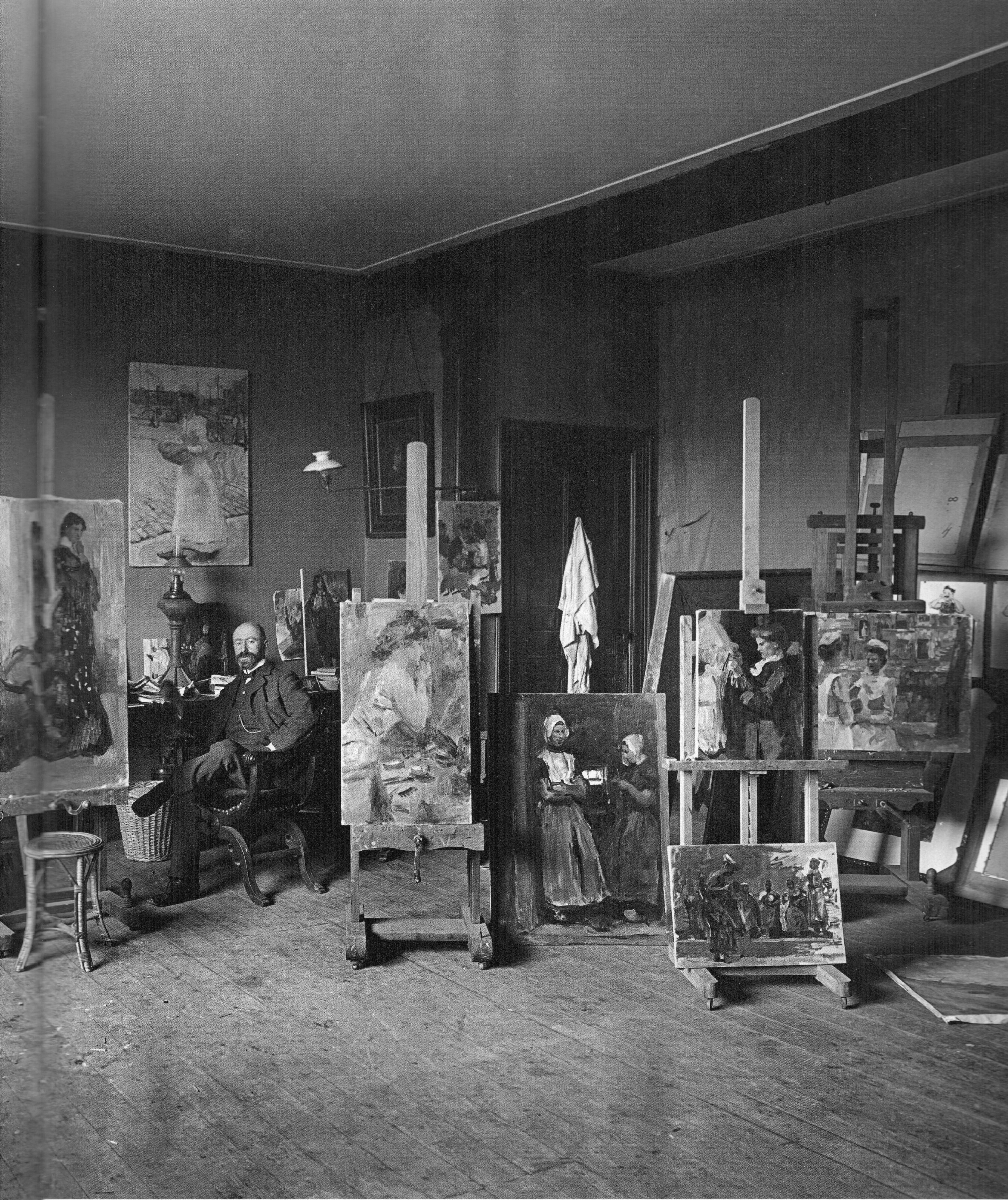
Isaac Israëls in seinem Atelier in Amsterdam, 1903 (Ausschnitt)

Nachdem Israëls bei seinem Besuch in London im Mai 1891 Kunstwerke von Vertretern der Schule von Barbizon gesehen hatte, beantragte er bei der Stadt Amsterdam die Erlaubnis zum Malen auf der Straße – und erhielt die Lizenz. Doch erst als er 1894 die Vergünstigung zum zweiten Mal erreichte, zögerte er nicht länger. Für Anna Wagner ist das an Paul Verlaines Abreisetag im November 1892 im Innenhof von Witsens Haus entstandene Bild zweier Frauen der „Beginn von Israëls Pleinair-Malerei“. In der Öffentlichkeit malte der Künstler allerdings zum ersten Mal an einem sonnigen Oktobertag 1894. In der Tagespresse war zu lesen: „Heute stand der Maler mit seiner kleinen Staffelei auf der Brücke […] und malte dort unter dem blauen Himmel sein Bild mit den Aufwartemädchen (dagmeisjes).“ Um welches Bild es sich handelte, kann nicht mehr eindeutig nachvollzogen werden. Israëls malte jedoch eine ganze Serie desselben Motivs. Die Titel und Datierungen variieren, aufgrund der übereinstimmenden Häuserzeile im Hintergrund werden zwei Gemälde beim jeweiligen Museum als Dienstmeisjes op de Leidsegracht (Dienstmädchen an der Leidsegracht) geführt.
Auffallend ist die neue Farbpalette. Die Töne sind heller, die Szenen von Sonnenlicht durchflutet. Israëls hatte nun seinen Stil gefunden. „In fröhlichen Farben besang er die Alltagswelt und verzauberte sie in ein schmetterlinghaft bewegtes Spiel von Linie, Farbe und Licht.“ In Amsterdam fand der Maler seine Modelle auf der Straße, bat Passanten einfach, sich wie gewünscht zu positionieren, und machte sich ans Werk. Die Bilder waren schnell vollendet. Eine gerne zitierte Äußerung von ihm lautet: „Vor allem nicht zu viel arbeiten, nicht mehr als zwei Stunden am Stück, nicht zu lange herumtrödeln, [denn] dann ist man nicht mehr frisch.“
Nach dem Tod der Mutter am 16. Januar 1894 hatten sich Vater und Sohn stärker angenähert und eine Reise durch Spanien und Nordafrika unternommen. Von 1895 bis 1902 hielten sich die beiden Männer fast jeden Sommer einige Monate in Scheveningen auf, wo sie eine Villa bewohnten. Der mit dem Vater befreundete Max Liebermann war oft zu Gast und malte gemeinsam mit ihnen. Isaac wählte als Motive auf Eseln reitende Kinder, Badegäste am Strand, flanierende Urlauber auf der Seebrücke und dem Boulevard, Damen auf der Terrasse des Cafés und in den Dünen. Manche von ihnen bleiben anonym, viele andere sind namentlich bekannt, wie z. B. Suze Cramer, Sophie de Vries und Jacqueline Sandberg.
Um 1900 kam Israëls über Thérèse Schwartze in Kontakt mit der Direktion des Modehauses Hirsch & Cie am Leidseplein. Daraufhin durfte er sowohl die Modenschauen als auch die Frauen in den Nähateliers und die Mannequins in ihren Garderoben im Kunstwerk festhalten. Später malte er wiederholt die als „Ippy“ und „Gertie“ bekannt gewordenen Zwillingsschwestern Helena und Geertruida Wehmann, von 1916 bis 1918 die Topmodels bei Hirsch.

### Zehn Jahre in Paris (1904–1913)
Immer auf der Suche nach neuen Eindrücken unternahm Israëls zahlreiche Reisen. Besonders gerne hielt er sich in Paris auf, sodass er 1904 den Entschluss fasste, sich dort anzusiedeln. Im Jahr zuvor hatte er sich bei dortigen Couturiers umgesehen und arbeitete nun in den Modehäusern Paquin in der Rue de la Paix und Drecoll an der Place de l‘Opéra. Es scheint, dass die Pariser Modewelt ihn geradezu in ihren Bann zog. Er traf die Midinettes genannten Näherinnen und Modistinnen nicht nur in den Modeateliers, sondern ebenso während der Mittagspause im Jardin des Tuileries oder auf der Place Vendôme. Für Israëls waren sie das Charakteristischste, was das Pariser Straßenleben zu bieten hatte. Auch im außerhalb der Stadt gelegenen Bois de Boulogne fand er zahlreiche Motive: Karten spielende Männer, in ihre Lektüre vertiefte Frauen und Familien beim Picknick. Auf den Terrassen der Restaurants weilte der Pariser Chic und warf einen Blick auf die vorbeiflanierenden Models von Paquin. Die geschäftstüchtige Inhaberin wusste ihre neuesten Entwürfe bekannt zu machen. Die Eindrücke, die Israëls bei den Couturiers gewonnen hatte, bestimmten weitgehend den Stil seiner Pariser Jahre.
Im Stadtteil Montmartre war das Leben billig und meist der erste Anlaufpunkt für nach Paris kommende Künstler. Auch Israëls fand dort ein Atelier, wenn auch im wohlhabenderen Teil des Bezirks. Ihn zogen die vielen Bistros, Kabaretts und Tanzlokale an. Eines seiner Lieblingssujets war das bunte Treiben auf der ansteigenden Rue de Clignancourt. Wie Henri de Toulouse-Lautrec malte nun auch Israëls im Tanzcafé Le Moulin de la Galette, außerdem die Bühnenaufführungen und das Publikum in Le Bal Tabarin, im „Horrortheater“ Le Grand Guignol und im Zirkus Médrano am Boulevard Marguerite de Rochechouart. Manchmal wurde ihm darüber hinaus der Zugang zu den Garderoben der Clowns und Akrobaten gewährt. Israëls besuchte die Vergnügungsstätten und Jahrmärkte zusammen mit Kees van Dongen, den er wahrscheinlich schon zu Beginn seines Parisaufenthalts kennengelernt hatte; beide begeisterten sich insbesondere für die elektrisch beleuchteten Karussells. Mit dem Schweizer Théophile-Alexandre Steinlen teilte Israëls die Vorliebe, das Leben auf der Straße und das Publikum in Ballsälen und Zirkussen darzustellen.

### Nie lange an einem Ort (1913–1921)

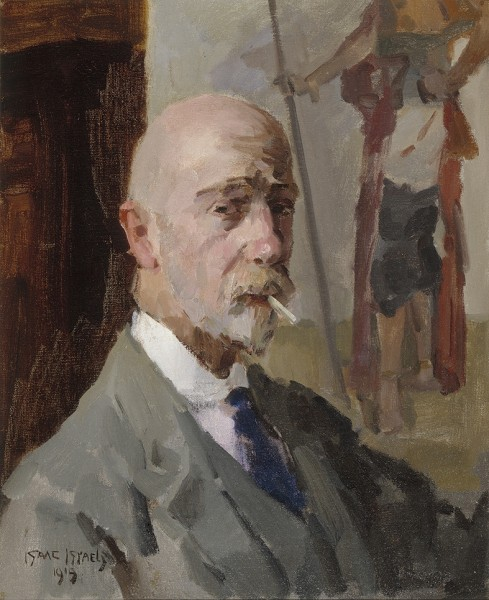
Selbstporträt 1919

1913 verließ Israëls Paris und zog nach London. Die Stadt bot dem Künstler viele Schaffensmöglichkeiten. Er malte Frauen und Mädchen am Themse-Ufer, in einem Boot auf dem Fluss, im Hyde Park und in den Gärten der Vorort-Gaststätten. Auf der breiten Rotten Row bannte er Spaziergänger und Reiter auf die Leinwand, in der Gegend rund um den Piccadilly Circus Fußgänger und Fuhrwerke. Wie immer bot das Straßenleben Israëls eine ergiebige Quelle. Als 1914 der Erste Weltkrieg ausbrach, verlegte er seine Aktivitäten in Innenräume. Bekannt geworden sind seine Darstellungen von Boxkämpfen. Dafür mietete er eigens einen kleinen Saal und engagierte „Zuschauer“ und zwei Boxer.
Im Mai und Juni 1915 hielt Israëls sich in der Schweiz auf, im Juli wieder in Paris, den Rest des Krieges verbrachte er größtenteils im Elternhaus in Den Haag. Das Atelier seines 1911 verstorbenen Vaters richtete der Maler jedoch erst 1916/1917 nach seinen Vorstellungen ein. Die Neutralität der Niederlande ermöglichte es ihm, selbst während des Krieges friedvolle Strand- und Pierszenen des Ferienortes Scheveningen festzuhalten. 1916 oder 1917 erhielt Israëls von Jo van Gogh-Bonger zwei Werke ihres Schwagers Vincent als Leihgabe, darunter eines aus der berühmten Sonnenblumen-Serie. Das bekannte Motiv wird er in mehrere seiner Werke integrieren, mal als Hintergrund, mal als Bildgegenstand. Im Spätsommer 1919 reiste der Künstler nach Dänemark und Schweden, war danach wieder in London, zurück in Den Haag und im Januar 1920 erneut in Paris. In dieser Phase malte er vor allem Porträts, darunter allein vier der Ärztin und Frauenrechtlerin Aletta Jacobs.

### Reise nach Niederländisch-Indien (1921–1922)

Gamelanspieler, digitalisiertes Foto von ca. 1900

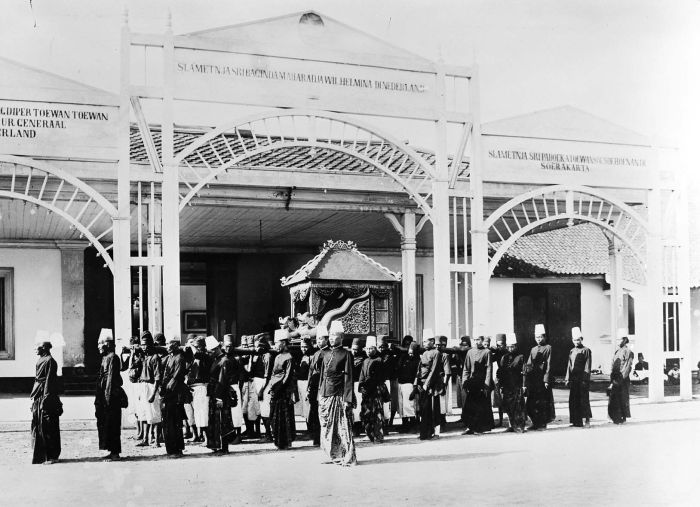
Sänfte für die Prinzessinnen am Hof des Sunans von Solo, Surakarta

Der „Orient“ hatte auf Israëls bereits früh eine besondere Faszination ausgeübt: Bei den Feierlichkeiten zur Amtseinführung von Königin Wilhelmina 1898 traten unter anderem javanische und balinesische Tänzerinnen auf. Die Darbietungen sah der Maler als Bereicherung seines Werks mit neuem Bildmaterial. 1915 fand eine Aufführung der Indischen Vereinigung im Königlichen Theater von Den Haag zu Gunsten der Opfer einer Naturkatastrophe auf Java statt. Israëls hielt die Gamelan-Spieler fest, war aber weit mehr beeindruckt von der Eleganz und Dynamik des berühmten und populären Tänzers Raden Mas Jodjana. Es entwickelte sich eine Freundschaft und der Niederländer porträtierte den Javaner mehrmals im traditionellen Tanzkostüm. Bei Mata Hari wählte er dagegen eine vollkommen andere Art der Darstellung. Das fast lebensgroße Bildnis zeigt keine orientalische Tänzerin, sondern eine Person in statischer Pose, gekleidet in einen dunklen Mantel mit hohem Pelzkragen.
Nach jahrelangem Zögern brach Israëls im Oktober 1921 schließlich nach Niederländisch-Indien auf. In der Hauptstadt Batavia auf der Insel Java wurde er von Jan Veth und seiner Frau Anna erwartet. Gemeinsam besuchten sie die Tempelanlage Borobudur und die Insel Bali. In Surakarta, bei den Einheimischen aufgrund der Lage am Fluss Solo auch Solo genannt, erhielt er mithilfe eines Empfehlungsschreibens von Jodjana Zutritt zum Kraton (Palast) des Pangeran Adipati Ario Praboe Mangkoenegara VII. Er blieb dort etwa drei Wochen. Später konnte er am weitaus größeren Hof des Sunans (auch: Susuhunan, Herrscher) von Solo arbeiten. Von der Reise sind neben Gemälden und Pastellen etliche Skizzenbüchern erhalten. Sie gelangten nach dem Tod des Künstlers aus dem Atelier in die namhaftesten Museen der Niederlande.

### Sesshaft in Den Haag (1923–1934)

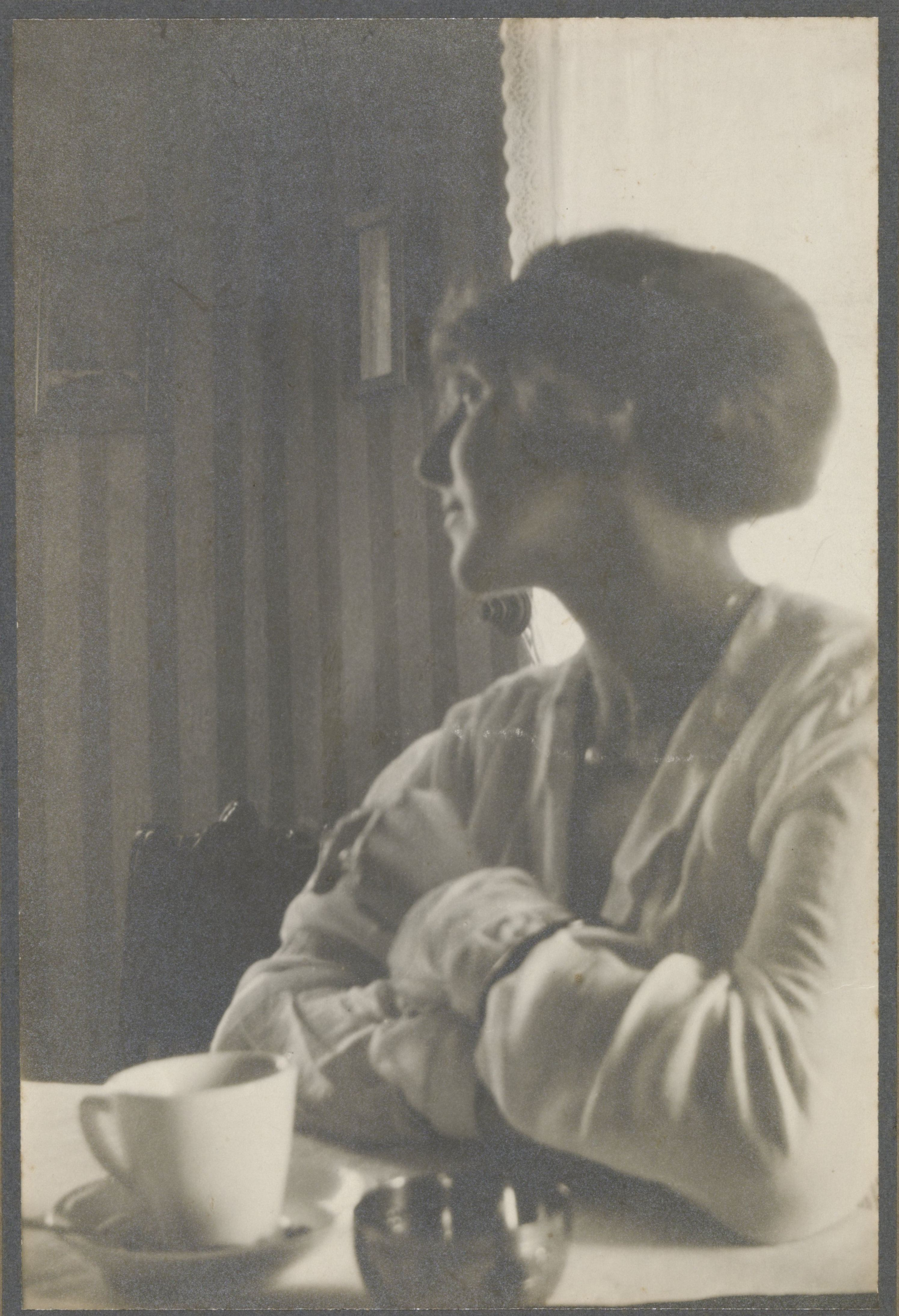
Sofie de Vries, Foto von Willem Witsen, vor 1915

Israëls trat seine Heimkehr am 4. Oktober 1922 an und ließ sich danach dauerhaft im Elternhaus in Den Haag nieder. Dennoch unternahm er auch jetzt noch viele Reisen. Wieder standen Paris (wo er sein Atelier nun endgültig aufgab) und London auf dem Programm, nun auch St. Moritz und Pontresina sowie Florenz, Venedig, Rom, Viareggio und die Côte d’Azur. Die Schweiz besuchte er 1923 mit seiner Lebensgefährtin Sophie de Vries (1879–1931). Deren Gesundheitszustand war sicherlich auch ein Grund für einige seiner Italienreisen zwischen 1923 und 1929. De Vries war dort jährlich zur Kur und musste sich mehreren Behandlungen unterziehen. Den Künstler zog es bei den Besuchen in die Städte der Umgebung und an die Adria. In Viareggio und am Lido di Venezia entstanden zahlreiche Öl- und Aquarellbilder von Menschen, vornehmlich Damen, am Strand.
In Den Haag widmete Israëls sich vor allem dem Malen kultureller Veranstaltungen und Porträts. Aufträge erhielt er unter anderem von den vermögenden Bankiers Jacobus Henricus Mannen und Nehemia de Lieme, den Sammlern Simon Pinkhof und Johannes Wolterbeek Muller sowie dem Ingenieur J. P. Leeuwenburg. Letzterer posierte auf dem Vorplatz von Schloss Zeist hoch zu Ross. Nachdem der Reiter das fertige Porträt abgelehnt hatte – die Darstellung seines Pferdes Tristan sagte ihm nicht zu – reichte Israëls es beim Kunstwettbewerb der Olympischen Spiele 1928 in Amsterdam ein – und gewann mit dem Reiter im roten Rock in der Kategorie Gemälde die Goldmedaille.
Israëls starb an den Folgen eines Verkehrsunfalls. Ein Auto hatte ihn drei Tage zuvor in der Nähe seines Hauses angefahren. Im Rückblick hat Israëls ein eher abgeschottetes Leben geführt. Er stand nie gerne im Rampenlicht, mochte keine offiziellen Ausstellungseröffnungen und suchte wenig oder gar keinen Kontakt zu Kunsthändlern, Kritikern und Künstlerverbänden. So findet sich sein Name beispielsweise auch nicht in den Katalogen des progressiven Salon des Indépendants, in dem die „niederländischen Modernen“ regelmäßig ausstellten. „Je peins pour m’amuser“ (Ich male zum Vergnügen) – diese Mitteilung an seinen französischen Freund Henry Asselin verweist auf ein sorgloses Leben, das er auch dank des Wohlstands seiner Familie führen konnte.

## Werke (Auswahl)
Im Biografisch Woordenboek van Nederland (Biografisches Wörterbuch der Niederlande) wird das umfangreiche Werk Isaac Israëls mit 3000 bis 4000 Gemälden und Tausenden von Zeichnungen, Aquarellen und Pastellen beziffert. Das RKD – Nederlands Instituut voor Kunstgeschiedenis (Niederländisches Institut für Kunstgeschichte) listet 1120 Kunstwerke: 791 Gemälde, 235 Zeichnungen, 76 Aquarelle, 11 Drucke und einige Skizzenbücher etc. Die folgende Tabelle bietet eine Auswahl der für das Gesamtwerk besonders repräsentativen Stücke.
| Bild | Titel                                             | Jahr      | Technik H x B      | Sammlung Inventarnummer                            | Wikidata / RKD                |
| ---- | ------------------------------------------------- | --------- | ------------------ | -------------------------------------------------- | ----------------------------- |
|      | Porträt Nanette Enthoven-Enthoven                 | 1881      | ÖLw 64 × 46 cm     | Privatsammlung                                     | Q107697240 RKD 109874         |
|      | Abtransport der Kolonialsoldaten                  | 1883–1884 | ÖLw 160 × 300 cm   | Kröller-Müller Museum, Otterlo KM 107.977          | Q24020717 RKD 30731           |
|      | Noordermarkt                                      | 1887–1889 | ÖLw 120 × 141 cm   | Privatsammlung                                     | nicht wikidata, nicht RKD     |
|      | Hutgeschäft Mars auf dem Nieuwendijk in Amsterdam | 1893      | ÖLw 64,5 × 59,5 cm | Groninger Museum 1969.0016                         | Q26953401 RKD 52134           |
|      | Zwei Mädchen an der Lijnbaansgracht in Amsterdam  | 1894      | ÖLw 101 × 78 cm    | Groninger Museum 1985.0453                         | Q26953421 RKD 52590           |
|      | Dienstmädchen auf der Leidsegracht in Amsterdam   | 1894–1900 | ÖLw 40 × 56 cm     | Rijksmuseum Amsterdam SK-A-3594                    | Q17334542 RKD 110244          |
|      | Eselreiten am Strand                              | 1898–1900 | ÖLw 51 × 70 cm     | Rijksmuseum Amsterdam SK-A-3597                    | Q14627564 RKD 21394           |
|      | Porträt von Jacqueline Sandberg                   | ca. 1898  | ÖLw 93 × 53 cm     | Teylers Museum, Haarlem TdM S 014                  | Q17343218 RKD (nicht: 208210) |
|      | Moulin de la Galette                              | 1905–1906 | ÖLw 90 × 110 cm    | Privatsammlung Cees und Jarmilla Kamerbeek         | RKD 198772                    |
|      | Zwei Mannequins bei Hirsch                        | ca. 1916  | ÖLw 78,5 × 51 cm   | Privatsammlung                                     | Q17480508 RKD                 |
|      | Javanischer Tänzer (Raden Mas Jodjana)            | 1916      | ÖLw 135 × 82 cm    | Museum Boijmans Van Beuningen, Rotterdam 1357 (MK) | Q19925378 RKD 28544           |
|      | Mata Hari (Margaretha Geertruida Zelle)           | 1916      | ÖLw 210 × 110 cm   | Kröller-Müller Museum, Otterlo KM 107.183          | Q24018200 RKD 148521          |
|      | Frau vor den Sonnenblumen von Vincent van Gogh    | 1917      | ÖLw 70 × 55 cm     | Museum de Fundatie, Zwolle 0000002115              | Q15943779 RKD 208606          |
|      | Porträt Aletta Jacobs                             | 1920      | ÖLw 92 × 72,5 cm   | Groninger Museum 1931.0037                         | Q26939376 RKD 19746           |
|      | Roter Reiter                                      | vor 1928  | ÖLw 80 × 75 cm     | Privatsammlung                                     | RKD 112344                    |
|      | Revuegirl (La Cocotte) am Scala Theater, Den Haag | ca. 1930  | ÖLw 70 × 60 cm     | Privatsammlung                                     | RKD 226517                    |
|      | Frau am Strand von Viareggio                      | ca. 1930  | ÖLw 60 × 80 cm     | Niedersächsisches Landesmuseum Hannover PNM 1050   | Q117228298 RKD 209270         |

ÖLw = Öl auf Leinwand

## Rezeption

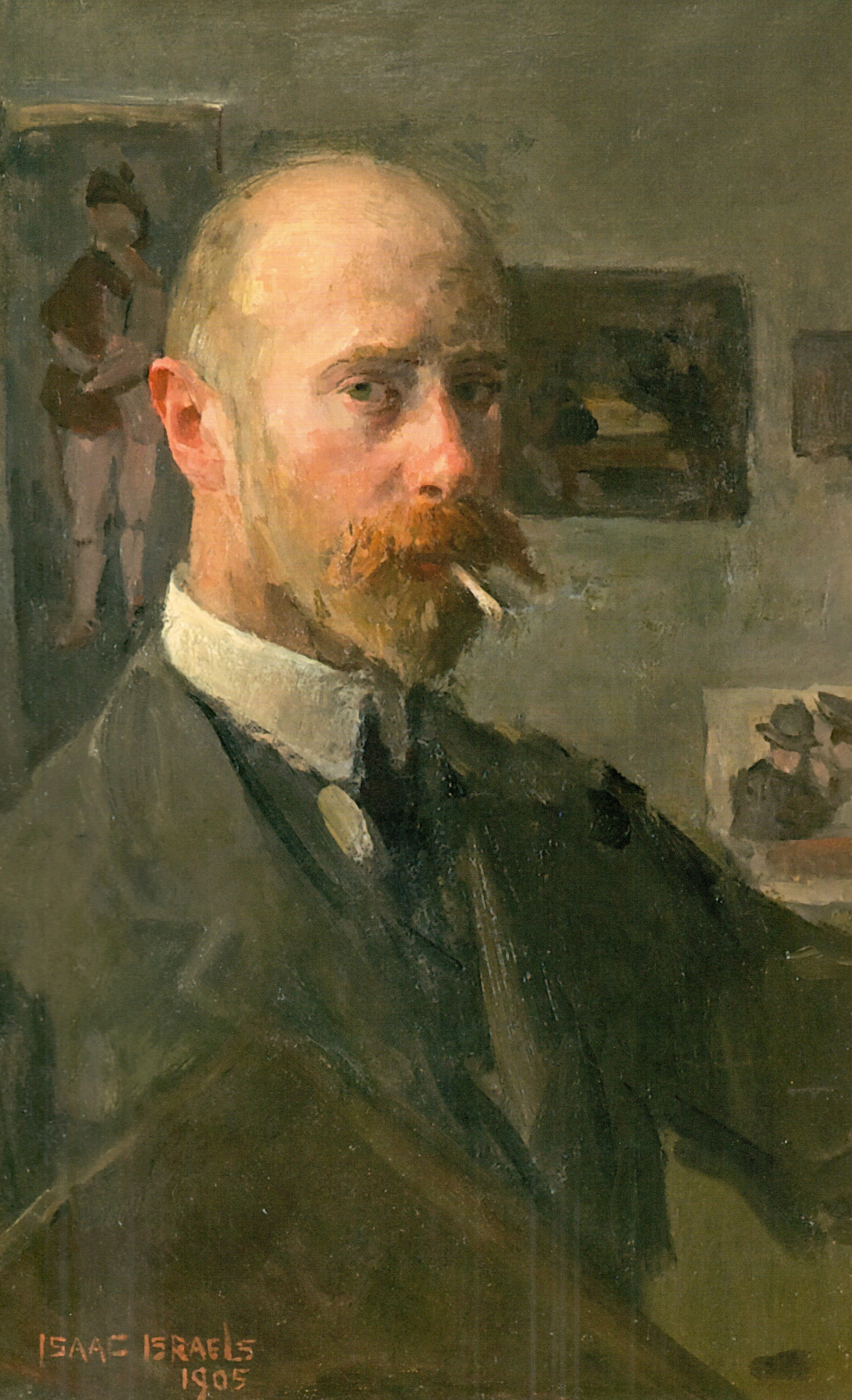
Selbstporträt 1905

Während seiner Pariser Jahre ist keine Einzelausstellung von Isaac Israëls bekannt. Dennoch beteiligte er sich recht oft an den wichtigsten Expositionen. Die erste lobende Erwähnung heimste der Künstler bereits im Alter von 18 Jahren ein. Einige Jahre später war in der Gazette des Beaux-Arts zu lesen: „Man muss sehen, welche Vielfalt, welches Leben, welche herzliche Beobachtung in der Zeichnung der Figuren steckt und wie diese präzise und natürliche Zeichnung, die ohne Pedantismus erlernt wurde, wirklich von seinem Land ist. Noch ein Ausländer, dessen Erfolg unseren französischen Malern, die ein wenig zu sehr auf den stillen Besitz einer seit langem unbestrittenen künstlerischen Vorherrschaft vertrauen, eine heilsame Warnung sein sollte.“ Israëls reichte Arbeiten bei der Weltausstellung 1900 und mehreren Pariser Salons ein, nahm achtmal an der Biennale von Venedig und mehrere Male an niederländischen Gruppenausstellungen in Paris teil. Auch in den Niederlanden zogen seine Pariser Werke ein großes Publikum an. Bei der Präsentation von über zwanzig Werken im Kunstzaal J.C. Schüller, Den Haag, wurden innerhalb acht Tagen neunzehn Werke verkauft. Im Jahr darauf präsentierte der Kunsthandel Reckers in Rotterdam 53 Werke. Die Kritiker von De Nieuwe Courant und dem Nieuwe Rotterdamsche Courant zeigten sich begeistert. Bemerkenswert gut wurde auch das Selbstporträt von 1905 aufgenommen. So bezeichnete es der Kritiker N.H. Wolf als „das Höchste, was erreicht werden kann“, nicht nur perfekt ähnlich, sondern vor allem perfekt in Maltechnik und Sensibilität. Ab 1906 kam das Publikum vor allem wegen der neuen Arbeiten: den Damen und Paaren in den Cafés, auf den Straßen und im Bois de Boulogne. Zu reichlich Lob ob seiner Reife gesellte sich auch Kritik. In seinem Artikel zu den bei Arti et Amicitiae ausgestellten Werken bezeichnete Conrad Kickert den Maler als einen Künstler mit sehr vielen guten Eigenschaften, fand aber, dass ihm das fehle, was seiner Meinung nach einen Künstler zu einem großen Künstler mache: Vielseitigkeit.
Eine völlig andere Sichtweise äußerte der Künstlerkollege Richard Roland Holst. Er schrieb 1930 an Israëls: „Deine Ausstellung in Arti habe ich sehr genossen. Es ist ein wahres Vergnügen, Bilder so anzusehen, wie man Musik hört, weil es sich wirklich um Musik fürs Auge handelt.“ Seine zahlreichen Porträtaufträge belegen ebenso wie die regelmäßig stattfindenden Expositionen in Kunsthandlungen und Kunstvereinen die große Anerkennung Israëls in seiner letzten Haager Zeit.

## Kunsthistorische Einordnung

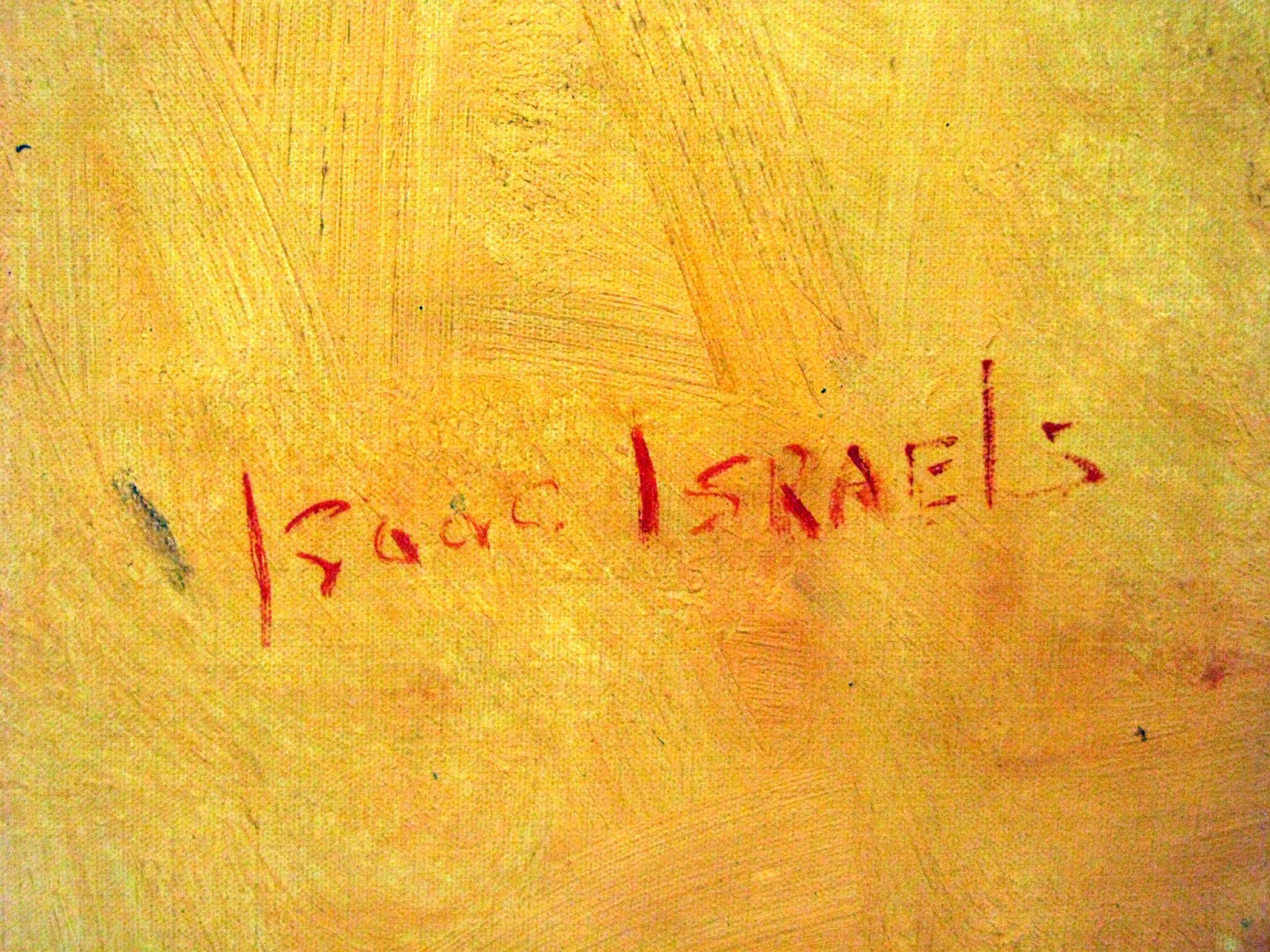
Signatur des Künstlers

In der Kindheit und Jugend Israëls‘ bestimmte die Haager Schule den niederländischen Kunstmarkt. Der Kontakt mit der Natur reduzierte sich für diese Maler jedoch auf die ruhende Natur. Die Romantik hatte das Thema der Stürme und Gezeiten, der Schiffbrüche und Naturkatastrophen bereits ausreichend ausgeschöpft. Die Realisten zeigten den ruhigen Strand, die sonnige Wiese, eine am Wasser stehende Kuh, einen Kahn oder eine Windmühle. Dargestellte Menschen waren zumeist in Kontemplation vertieft, saßen am Kamin oder lasen in der Bibel. Die junge Generation suchte etwas Neues – und fand das Leben der Großstadt. Für sie wurden die Betriebsamkeit und Mühsal der Menschen, aber auch ihr Vergnügen und der Fortschritt, zur Metapher für die Moderne. Israëls wollte das Leben in seiner Lebendigkeit einfangen: Passanten auf der Straße, flüchtige Begegnungen, reger Verkehr, tanzende Paare in elektrisch beleuchteten Lokalen. Damit ähnelte er in gewisser Weise Max Liebermann, der schon in den 1870er-Jahren arbeitende Menschen und die Straßenmärkte Amsterdams gemalt hatte. Auch er wollte sich von der erzählenden und illustrativen Malerei entfernen. John Sillevis sieht in dessen späteren Strandszenen von Scheveningen und Zandvoort sogar den Einfluss von Isaac Israëls. Eine andere Deutung ist, beide Künstler hätten sich gegenseitig beeinflusst.
Isaac Israëls gilt für die Strandkultur des Fin de Siècle und der daran anschließenden Zeit als Maler par excellence. Das Strandleben hatten jedoch schon viele Künstler vor ihm dargestellt. Im 17. Jahrhundert und mehr noch im frühen 19. Jahrhundert waren die Aktivitäten der Fischer an den holländischen Stränden ein beliebtes Motiv. Wahrscheinlich wurde der frankophile Israëls jedoch mehr von den Werken der französischen Impressionisten, namentlich Claude Monet, Jean-Louis Forain und Mary Cassatt inspiriert, die in den 1870er/1880er-Jahren regelmäßig Strandszenen für ihre Bilder wählten. Zu den Vorgängern am Strand von Scheveningen zählen Willem Maris, Johannes Bosboom und Anton Mauve. Zur selben Zeit wie Israëls malten dort sein Vater Jozef Israëls, Liebermann und Floris Arntzenius. Die am Strand von Viareggio entstandenen Bilder von Willem Johannes Martens zeigen die gleichen Szenen wie Israëls. Jan Zoetelief Tromp, Hessel de Boer (1921–2003) und einige andere Künstler führten das beliebte Motiv der eselreitenden Kinder noch einige Zeit fort.
Wenn die Themen in Israëls Werk auch variierten, seinen 1895 gewählten Malstil behielt er lebenslang bei. Ob bekannte Persönlichkeiten, die arbeitende Bevölkerung, sich vergnügende Strandbesucher, die Welt der Unterhaltung oder die Kultur Ostindiens. Seine Pinselführung wurde immer lebhafter, seine Arbeitsweise immer flotter, dennoch folgte er keiner neuen Kunstströmung. „Nachdem er […] den Impressionismus zu einem persönlichen Stil gestaltet hatte, verharrte er in der einmal eingeschlagenen Richtung.“ – auch, wenn sich zu dieser Zeit andere bereits wieder von dieser Kunstrichtung abwendeten. Im Unterschied zu den französischen Impressionisten stand bei Israëls nicht der Farbeffekt, sondern das Sujet im Vordergrund. Bei seinen „Momentaufnahmen“ ging es ihm nicht um das Einfangen des Sonnenlichtes, sondern um das einer Gebärde, einer Bewegung, einer Situation. Damit unterschied er sich wesentlich von den Malern der Haager Schule, die zwar in ihrer Maltechnik auch freier geworden waren, zumindest in ihrer Farbgebung aber den Realismus Gustave Courbets fortsetzten. Zu Recht wird Isaac Israëls bis heute als „der einzige wirkliche Impressionist der Niederlande“ bezeichnet.

## Ausstellungen

### Ausstellungen zu Lebzeiten
- 1882, 1885 Paris, Salon des Artistes Français
- 1897, 1907, 1914, 1920, 1926, 1930, 1932, 1934 Venedig, Biennale di Venezia
- 1900 Weltausstellung Paris 1900
- 1904 Den Haag, Kunstzaal J.C. Schüller
- 1906 Rotterdam, Amsterdam, Den Haag, Leiden und Utrecht
- 1908, 1909 Paris, Salon de la Société des Beaux-Arts
- 1912 Amsterdam, Internationale Ausstellung
- 1912 Berlin, Große Kunstausstellung
- 1915 San Francisco, Panama-Pacific International Exposition
- 1921, 1926 Paris, Exposition Hollandaise in der Galerie nationale du Jeu de Paume
- 1926 Paris, Salon d’Automne im Grand Palais, Section Hollandaise
- 1927 Bordeaux, Exposition Internationale des Beaux-Arts
- 1928 Amsterdam, Exposition d’Art Olympique im Stedelijk Museum

### Postume Einzelausstellungen (Auswahl)
- 1999 Otterlo, Kröller-Müller Museum
- 1999/2000 Rotterdam, Kunsthal
- 2006/2007 Nijmegen, Museum Het Valkhof / Den Haag, Panorama Mesdag
- 2007 Haarlem, Frans Hals Museum; De Hallen
- 2008/2009 Den Haag, Gemeentemuseum
- 2012 Wanderausstellung: Den Haag, Historisch Museum; Muzee Scheveningen; Louis Couperus Museum; Panorama Mesdag; Haags Gemeentearchief
- 2012 Amsterdam, Stadsarchief
- 2023 7 Werke in der Themenausstellung „Wolken und Licht. Impressionismus in Holland“